# Kuratorium junger deutscher Film
Das Kuratorium junger deutscher Film mit Sitz im Schloss Biebrich in Wiesbaden wurde 1965 als Folge des Oberhausener Manifests gegründet, um den „filmkünstlerischen Nachwuchs zu fördern und zur künstlerischen Entwicklung des deutschen Films beizutragen und diese anzuregen.“ Zusammen mit der Filmförderungsanstalt (FFA) und der Filmförderung des/der Beauftragten der Bundesregierung für Kultur und Medien (BKM) bildet die Stiftung die länderübergreifende Filmförderung des Bundes.

## Geschichte
Eine Gruppe junger deutscher Regisseure erklärte 1962 im Oberhausener Manifest „Opas Kino“ für „tot“ und forderte für den Film neue Inhalte und Darstellungsweisen. Die Filmförderungseinrichtung Kuratorium junger deutscher Film wurde im Februar 1965 als eingetragener Verein gegründet und 1982 in eine Stiftung bürgerlichen Rechts umgewandelt. Gründungsgeschäftsführer wurde der Regisseur und Anwalt Norbert Kückelmann. Alexander Kluges Kinodebüt Abschied von gestern war 1965 der erste Film, den das Kuratorium förderte. Weitere Förderprämien wurden in der ersten Auswahlsitzung den Regisseuren Vlado Kristl, Hansjürgen Pohland, Haro Senft, Hans Rolf Strobel und Edgar Reitz zuerkannt. 1967 folgte der erste Langfilm von Werner Herzog, Lebenszeichen, der 1968 mit einem Bundesfilmpreis ausgezeichnet wurde. Die Liste der vom Kuratorium geförderten Debütfilme liest sich wie eine Chronik des Neuen Deutschen Films.
In den Anfangsjahren wurde das Kuratorium von Dr. Dr. Siegfried Dörffeldt geleitet, das Büro befand sich zeitweise im Keller seines Privathauses in Schlangenbad in der Nähe von Wiesbaden. Unter seiner Leitung (bis zu seinem frühen Tod mit 66 Jahren am 28. November 1993) wurden 250 Kino- und Dokumentarfilme sowie Kinder- und Jugendfilme als auch Kurzfilme gefördert. „Er war eine Instanz der Nachwuchsförderung in der Bundesrepublik Deutschland“ (Volker Baer in seinem Nachruf).
Grundlage der Umwandlung in eine Stiftung ist eine Verwaltungsvereinbarung vom 18. Mai 1982, in der sich die Länder zur gemeinsamen Finanzierung verpflichteten. 1992 traten die fünf neuen Bundesländer bei. Sechs Jahre später nahm die Stiftung nach einer eineinhalbjährigen Umstrukturierungsphase die aktive Förderarbeit wieder auf und arbeitet seit 2005 im Bereich des Kinderfilms mit dem Beauftragten der Bundesregierung für Kultur und Medien (BKM) zusammen. Die Finanzminister der Länder hatten am 8. September 2005 beschlossen, die Finanzierung bis zum Haushaltsjahr 2008 zu beenden. Erst aufgrund massenhafter Proteste von Filmemachern aus Europa wurde dieses Vorhaben rückgängig gemacht. 2015 feierte das Kuratorium sein fünfzigjähriges Bestehen. Es ist damit die älteste Filmfördereinrchtung in Deutschland.

## Förderung
Schwerpunkte der Förderung sind der Talent- und der Kinderfilm. Neben einer finanziellen Förderung liegt der Fokus auf einer intensiven Beratung und Projektbetreuung durch zwei Projektbetreuer. In Fortsetzung des erfolgreich begonnenen Weges hat sich die Stiftung seit Beginn des Jahres 2005 mit dem Beauftragten der Bundesregierung für Kultur und Medien (BKM) auf eine enge Zusammenarbeit im Bereich des Kinderfilms verständigt.

## Geförderte Filme
Die Liste der Filmemacher, die ihren ersten Film dank der Unterstützung des Kuratoriums gemacht haben, umfasst viele bekannte Namen des Deutschen Films. Beispielsweise haben Herbert Achternbusch, Detlev Buck, Doris Dörrie, Roland Emmerich, Dominik Graf, Nina Grosse, Oliver Herbrich, Werner Herzog, Nico Hofmann, Stanisław Mucha, Sandra Nettelbeck, Ulrike Ottinger, Rosa von Praunheim, Bernhard Sinkel, Ula Stöckl, Edgar Reitz, Jean-Marie Straub, Tom Tykwer und Wim Wenders ihre Filme mit Unterstützung des Kuratoriums umgesetzt.
Aber auch aktuell erfolgreiche Spielfilme wie Die Fremde (Regie: Feo Aladag) konnten mit der Förderung des Kuratoriums ebenso auf die Beine gestellt werden wie die jüngst vom BKM und dem Kuratorium zusammen geförderten Filme Die Wilden Hühner und das Leben (Regie: Vivian Naefe) und Die Perlmutterfarbe (Regie: Marcus H. Rosenmüller).